# Tomper Straße 27 (Mönchengladbach)

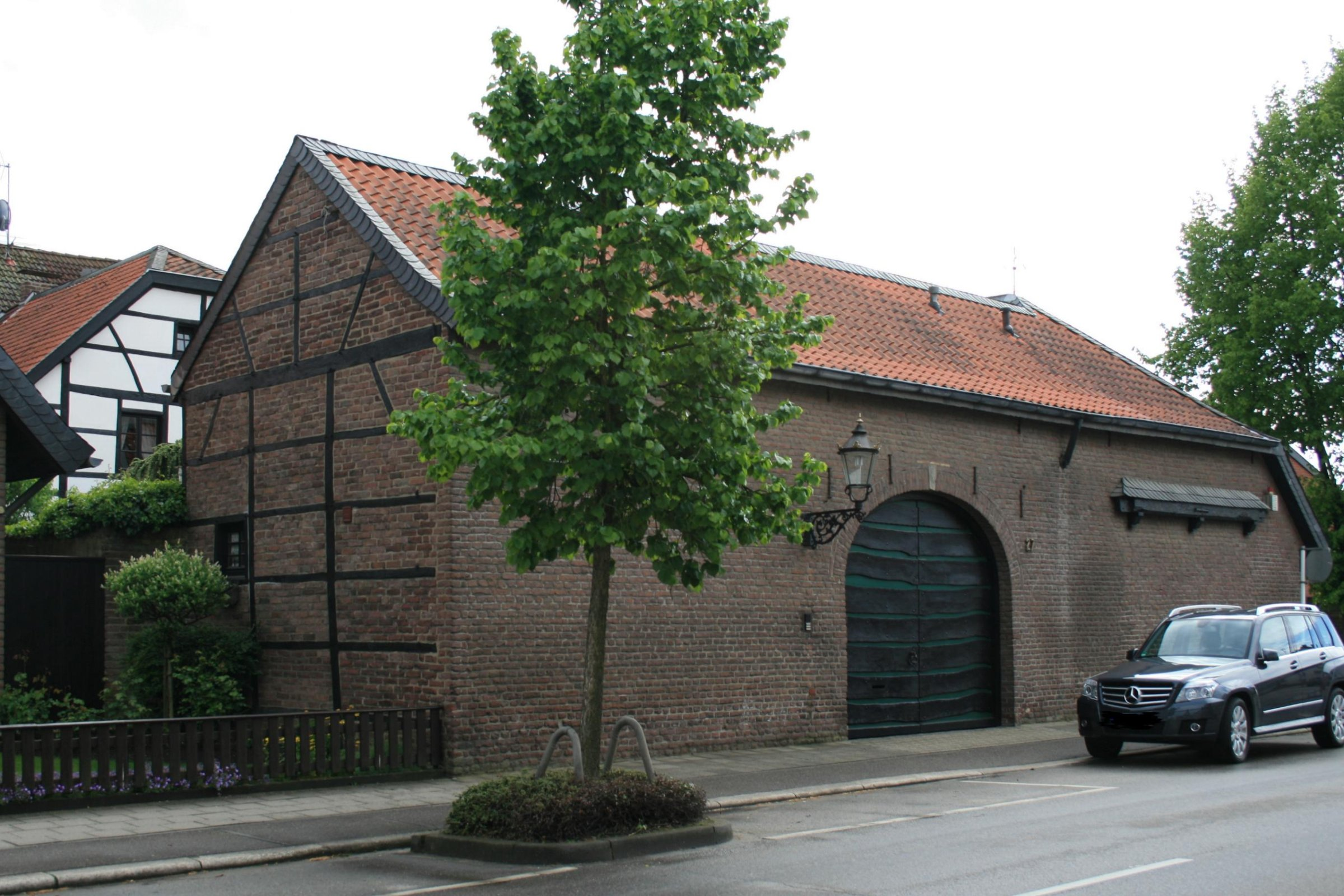
Fachwerkhofanlage (2010)

Die Fachwerkhofanlage Tomper Straße 27 steht im Stadtteil Hardt in Mönchengladbach (Nordrhein-Westfalen).
Das Gebäude wurde im 18./19. Jahrhundert erbaut und unter Nr. T 001 am 4. Dezember 1984 in die Denkmalliste der Stadt Mönchengladbach eingetragen.

## Lage
Die Tomper Straße liegt im Stadtteil Hardt in der unmittelbaren Nähe zum Ortskern. Das Objekt Nr. 27 steht im Verbund mit mehreren Gebäuden Nr. 21 sowie Nr. 25 aus der Zeit des 18. bis 19. Jahrhunderts.

## Architektur
Die Hofanlage Tomper Straße Nr. 27 ist U-förmig dreiseitig umbaut. An der Straße ein eingeschossiges Torgebäude mit Krüppelwalmdach. Die Straßenfront ist geschlossen in Backsteinmauerwerk mit Wirtschaftseinfahrt. Nach Westen das ehemalige Stallgebäude. Das Wohnhaus ist eine Fachwerkkonstruktion mit Krüppelwalmdach.